# Osečina (selo)
Osečina (selo) (Servisch cyrillisch Осечина (село)) is een plaats in de Servische gemeente Osečina. De plaats telt 944 inwoners (2002).

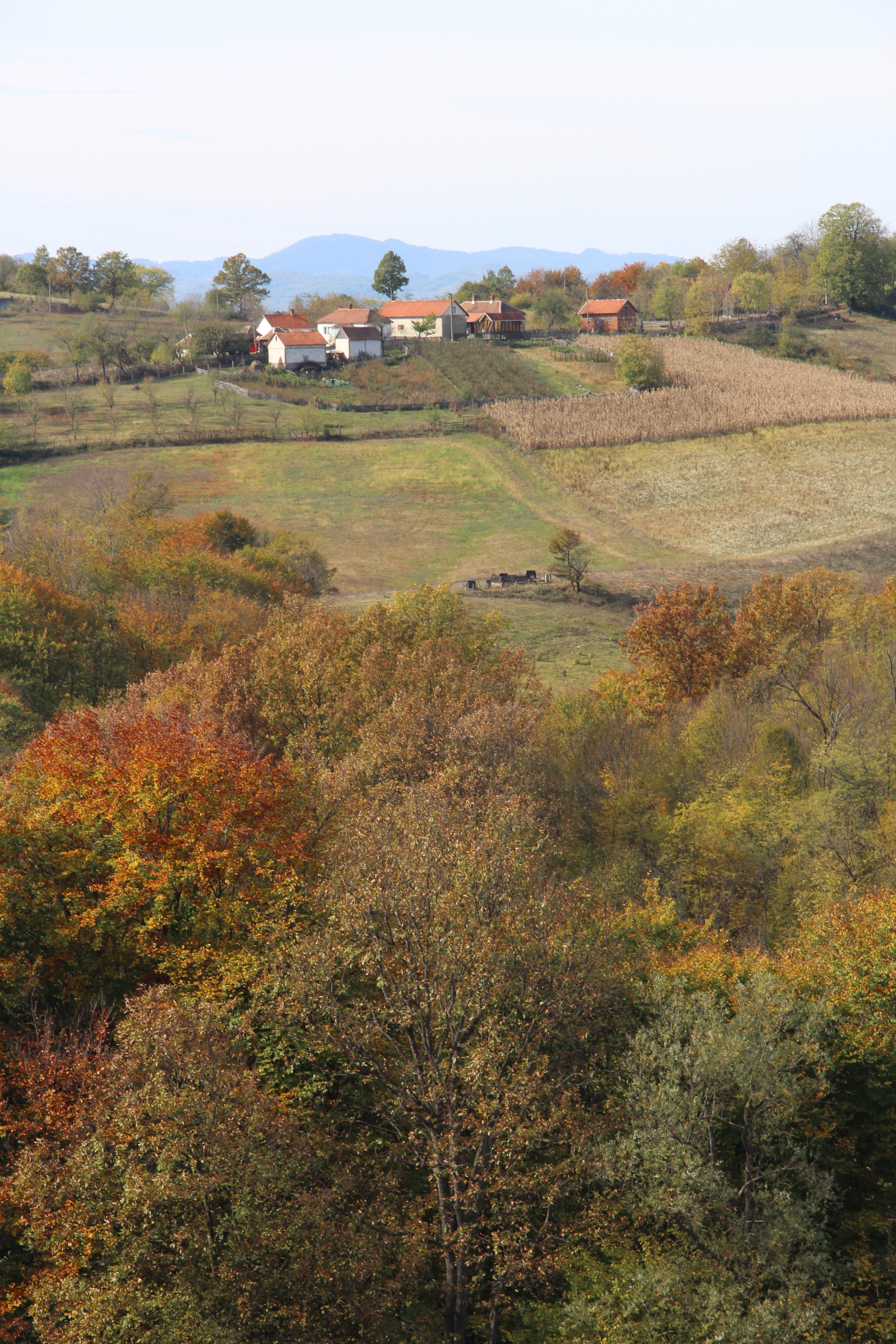
Osečina selo - panorama
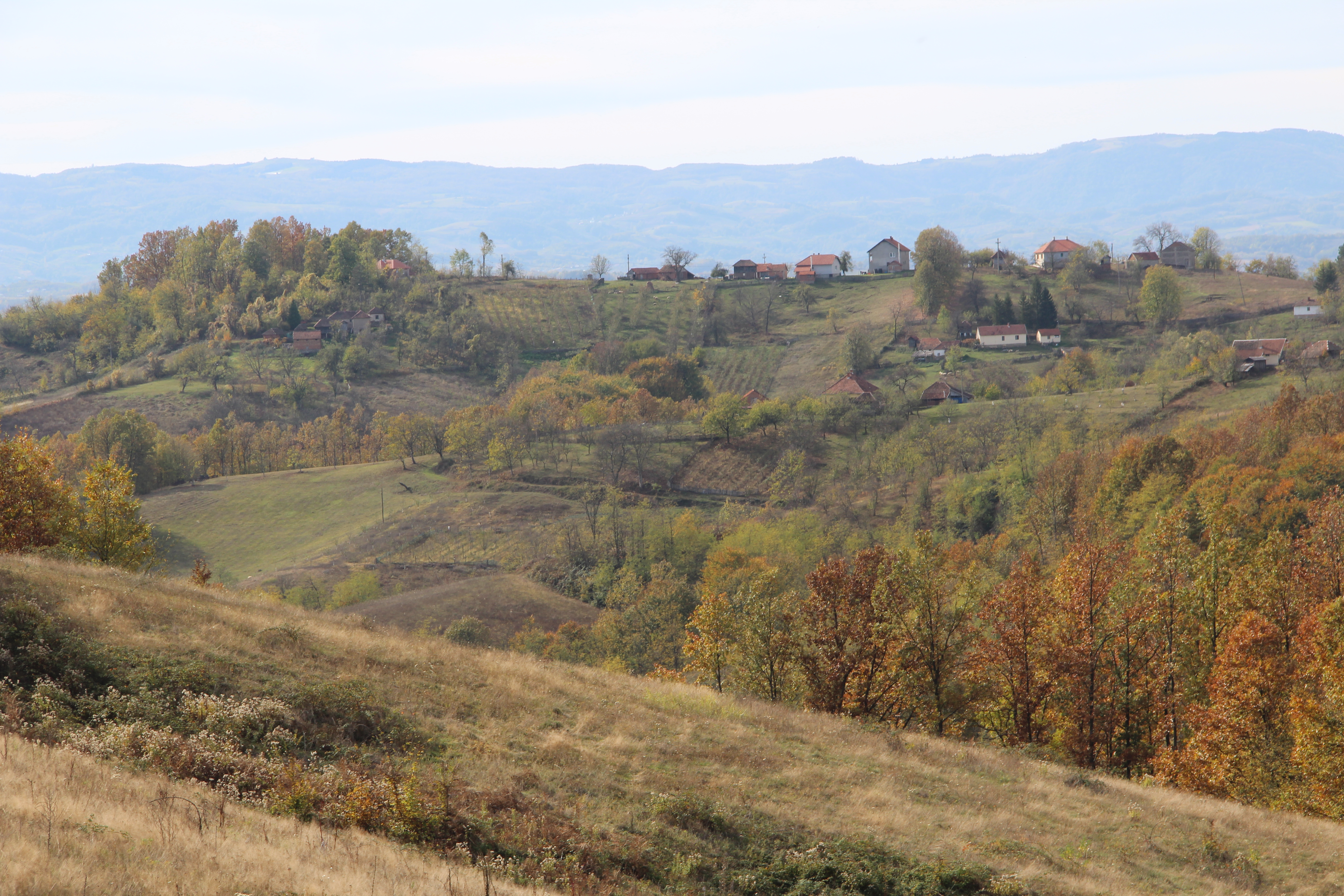
Osečina selo - panorama
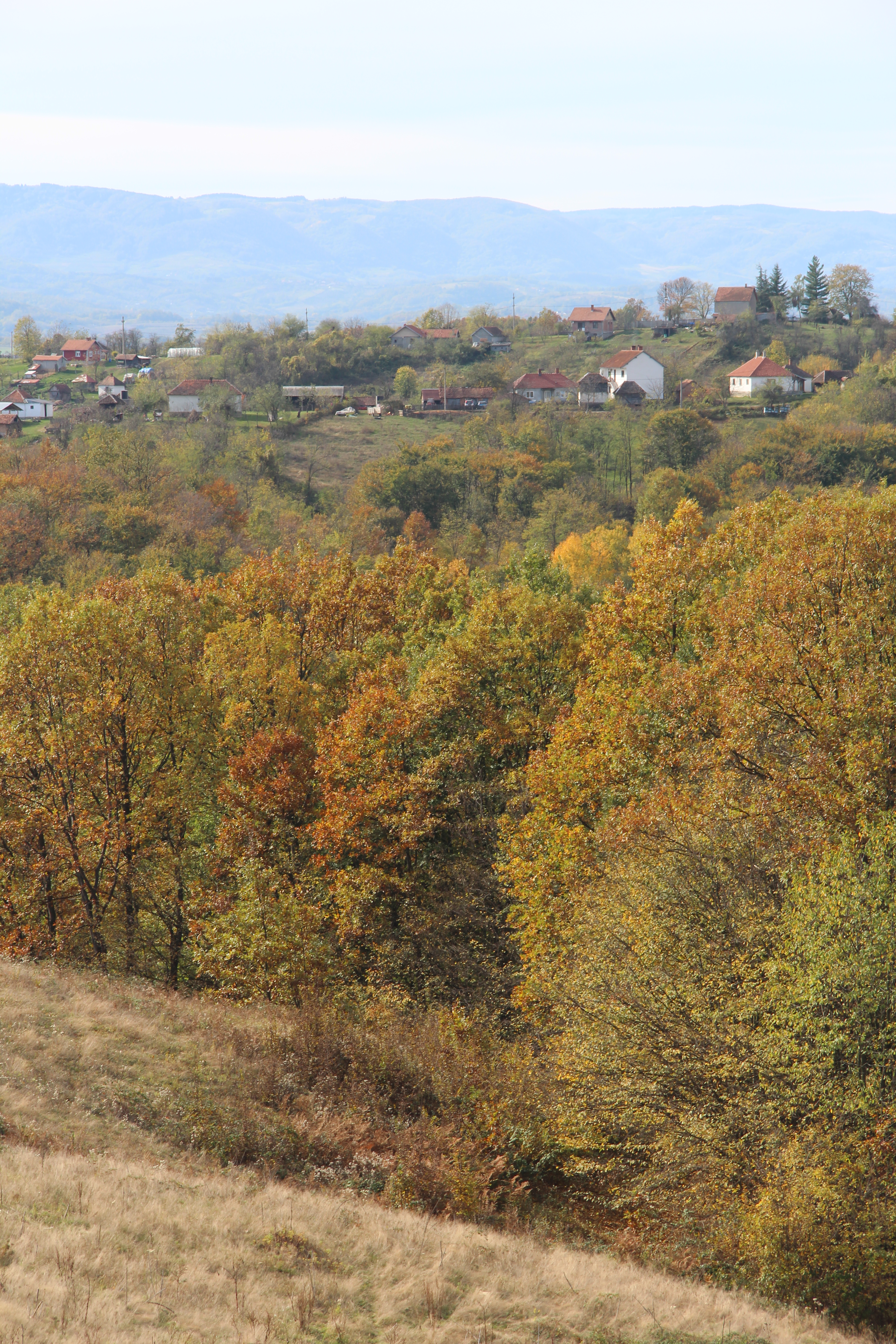
Osečina selo - panorama
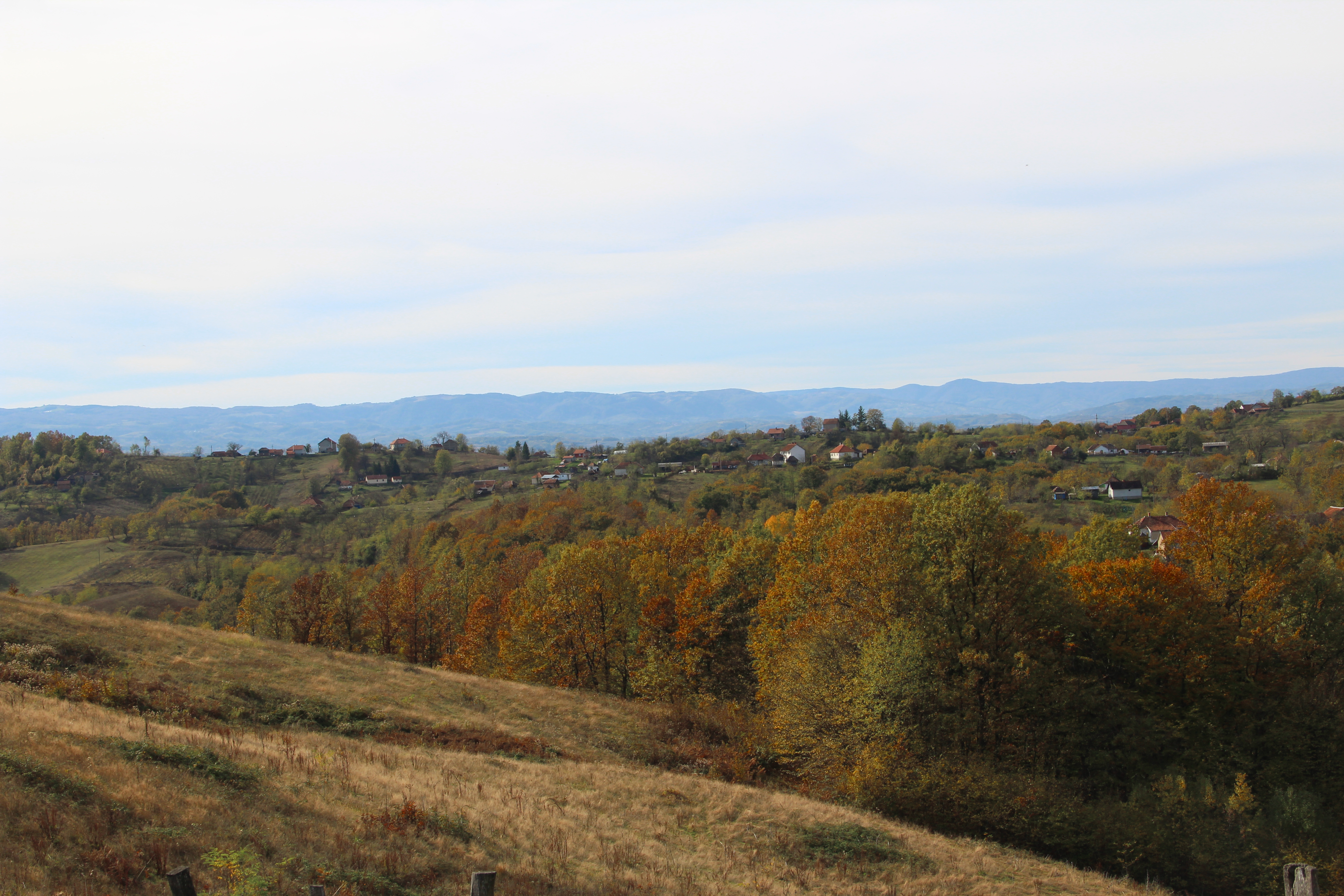
Osečina selo - panorama
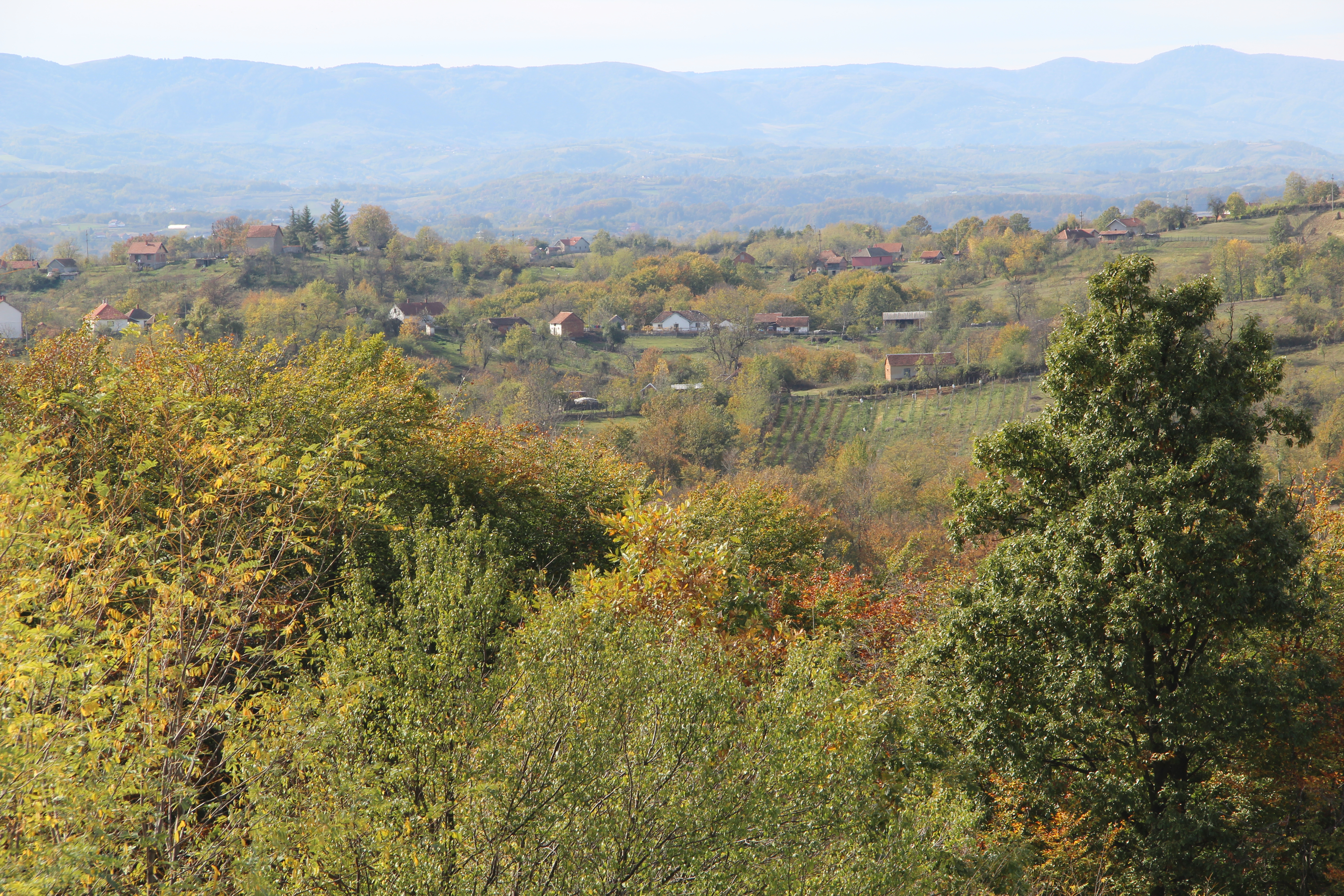
Osečina selo - panorama
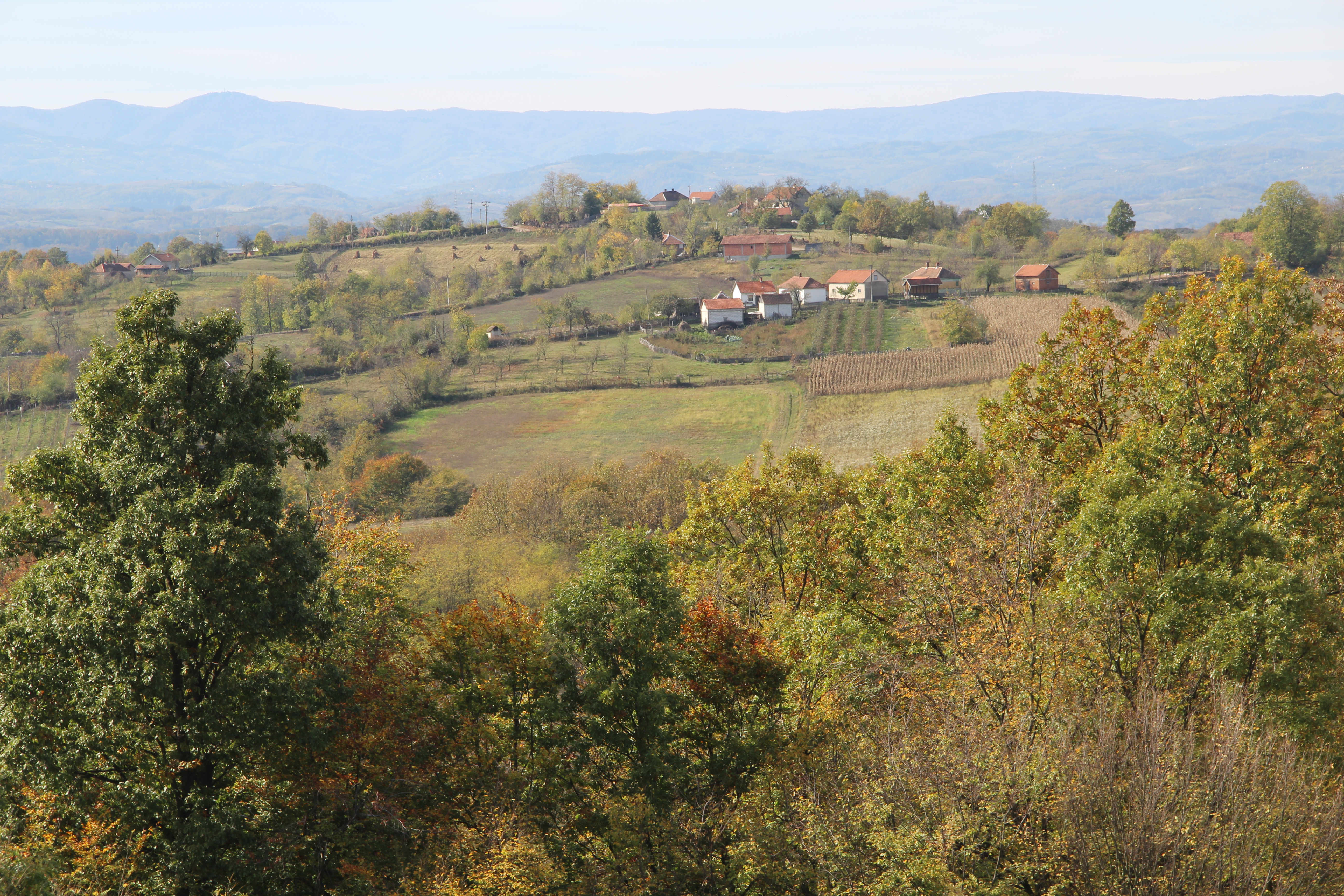
Osečina selo - panorama
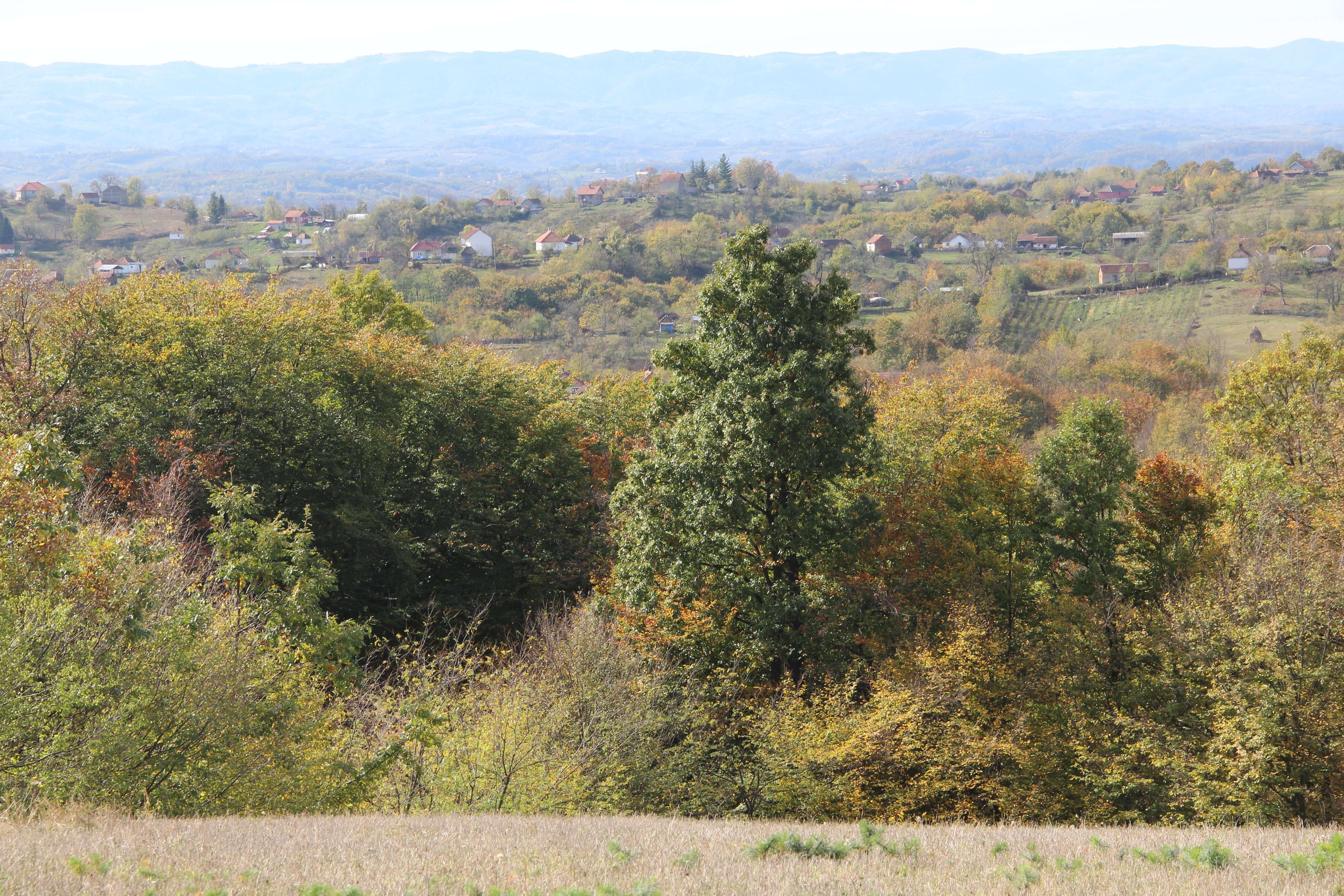
Osečina selo - panorama